# Anita O’Day
Anita O’Day (születési neve Anita Belle Colton) (Chicago, Illinois, 1919. október 18. – Hollywood, Kalifornia, 2006. november 23.) amerikai dzsesszénekesnő.
1941-ben érte el első nagy sikerét Gene Krupa együttesében (amelyben Roy Eldridge is szerepelt). Számos slágert rögzített Stan Kenton együttesével is. Az elkövetkező hat évtizedben folyamán nagyszerű albumokat készített Cal Tjader és Barney Kessel mellett is.
1981-ben jelent meg önéletrajza, amelyben még a heroin- és alkoholfüggőségét is megírta, majd túllépve ezen már csak zenének élt.
2006 novemberében halt meg.
Billie Holiday, Ella Fitzgerald és Sarah Vaughan mellett Anita O’Day a XX. század legmeghatározóbb dzsessz-énekesnői közé tartozott.

## Diszkográfia
- Four Classic Albums Plus (2014)
- Five Classic Albums Plus (2014)
- Selected Sides 1941-1962 (2014)
- Alreet (2014)
- Have a Merry Christmas with Anita O'Day (2013)
- Verve Ultimate Cool (2013)
- The Hot 100: Anita O’Day - 100 Essential Tracks (2013)
- Evening Jazz (2013)
- Highlights of Anita O’Day (2013)
- Seria del Arte (2012)
- Good Man: Live and Kickin’ (2012)
- Live Stadthalle, Freiburg October 1959 (2012)
- My Funny Valentine Live 1955-1959 (2012)
- Trav’lin’ Light/All the Sad Young Men (2012)
- Sings the Winners/At Mister Kelly's (2011)
- Big Band at Carnegie Hall (2010)
- Gotta Be Gettin’ (2010)
- Anita O'Day [Seniors] (2009)
- Hits (2009)
- L’Essentiel (2009)